# فرانتس فرونلوب
فرانتس فرونلوب (بالألمانية: Franz Frauenlob)‏ (مواليد 11 أغسطس 1939) هو ملاكم نمساوي، مثّل بلاده في الألعاب الأولمبية الصيفية 1964.

## روابط خارجية
فرانتس فرونلوب على موقع اللجنة الأولمبية الدولية (الإنجليزية)
- فرانتس فرونلوب على موقع أوليمبيديا (الإنجليزية)